# Hans-Ulrich Kopp
Hans-Ulrich Kopp (* 11. März 1962 in Stuttgart) ist ein deutscher Publizist, der dem rechtsextremen Spektrum als Multifunktionär zugerechnet wird. Er war vor allem in den 1990er Jahren publizistisch aktiv, etwa in der Jungen Freiheit, wo er auch unter dem Pseudonym Friedrich von Lodenitz in Erscheinung trat. Er ist Gründer des Lepanto Verlags und heute als Bauunternehmer in Stuttgart tätig.

## Leben
Kopp, dessen Eltern aus dem Sudetenland stammten, wurde in Stuttgart geboren und absolvierte dort 1980 das Abitur. Danach leistete er Wehrdienst bei der Bundeswehr u. a. im Stab des II. Korps in Ulm und wurde zum Bankkaufmann ausgebildet. In München und Wien studierte er Allgemeine Sprachwissenschaft, Englische Philologie und Germanistische Linguistik und schloss das Studium 1991 mit dem Magister artium ab. Anfang der 1980er Jahre wurde er Schriftführer und stellvertretender Obmann des Verbandes deutscher Sprachvereine und Sprachfreunde, einer Nachfolgeorganisation des Allgemeinen Deutschen Sprachvereins.
Kopp gilt als „Multifunktionär […] im rechtsextremen Lager“. Laut einer Antwort der Bundesregierung (1994) auf eine Kleine Anfrage im Deutschen Bundestag habe er 1991 „einmal einer rechtsextremistischen Gruppierung angehört“. Bereits 1983 wurde er Mitglied des völkischen Witikobundes. Er war beim Jugendverband Junge Witikonen aktiv und ab 1992 Schriftleiter des Witikobriefes. 2006 trat er erneut als Vorstandsmitglied des Witikobundes in Erscheinung. Parteipolitisch war er zunächst Mitglied der CDU und Landesvorstandsmitglied der Union der Vertriebenen in Baden-Württemberg. Später engagierte er sich bei den Republikanern, er kandidierte etwa am 18. März 1990 zu den Kommunalwahlen in München. 1995 war er Unterstützer der rechten Sammelbewegung „Initiative 3. Oktober“ um Manfred Brunner. Kopp war überdies stellvertretender Vorsitzender bzw. Vorsitzender (ab 1999) des rechtsextremen Vereins Kultur- und Zeitgeschichte, Archiv der Zeit. Er wurde auch Mitglied des Studienzentrums Weikersheim und engagierte sich dort bei der Jugendorganisation Junges Weikersheim. 1996 wurde er außerordentliches Vorstandsmitglied des „Cannstatter Kreises“ um den rechten Stuttgarter FDP-Funktionär Hans Manfred Roth.
Kopp war u. a. Sprecher der extrem rechten Akademischen Ferialverbindung Rugia Karlsbad. 1984 gehörte er zu den Gründungsmitgliedern des Gesamtdeutschen Studentenverbandes des Bundes der Vertriebenen. 1987 wurde er Sprecher der extrem rechten Burschenschaft Danubia München, der er seit 1985 angehört. Von 1993 bis 1998 war er Vorsitzender des Altherrenverbandes der Danubia. 1996/97 war er während des Vorsitzes der extrem rechten Wiener akademischen Burschenschaft Olympia Pressesprecher der Deutschen Burschenschaft. 1989 war er Mitherausgeber der Studentenzeitschrift Münchner Freiheit. 1989 war er Gründungsvorstandsmitglied des Republikanischen Hochschulverbandes (RHV), des Studentenverbandes der Republikaner, den er 1990 wieder verließ. Wissenschaftler verglichen den RVS in der Zielsetzung mit dem rechtsextremen Studentenverband Ring freiheitlicher Studenten. 1992 war Kopp erfolglos Kandidat der Liste unabhängiger Studenten (LUST) in München, einer Art Nachfolgeorganisation des Republikanischen Hochschulverbandes, deren Motto an NSDAP-Wahlplakate erinnerte.
Von 1990 bis 1995 war er Redakteur (ab 1991 im Ressort „Politik“) der Jungen Freiheit und galt als einer ihrer wichtigsten Autoren. Er schrieb u. a. unter dem Pseudonym Friedrich von Lodenitz. 1990 gehörte er zu den Grundsatzreferenten des durch wir selbst, Europa und JF veranstalteten Kongresses „Initiative Deutschland 90“, wo er mit Dieter Stein ein Konzept zum „nonkonformen“ Pressewesen und zur Entwicklung der JF vorstellte. 1993/94 war er Tagungsleiter der sogenannten „Sommeruniversität“ der Jungen Freiheit, die in Kooperation mit der Burschenschaft Danubia München und der Freiheitlichen Studenteninitiative Innsbruck ausgerichtet wurde. Nach seinem freiwilligen Ausscheiden aus der JF-Redaktion war er 1995 Initiator der „Freien Deutschen Sommeruniversität“, die in Konkurrenz zum mittlerweile als zu moderat empfundenen Mutterprojekt stand. Der österreichische Rechtsextremismusexperte Heribert Schiedel interpretierte den Weggang von der JF dahingehend, dass es sich um „Frontbegradigung [der Chefredaktion] gegenüber allzu offener NS-Apologie“ gehandelt habe.
Kopp war wiederholt Referent bei der rechtsextremen Gesellschaft für freie Publizistik (u. a. 1994) und der geschichtsrevisionistischen Zeitgeschichtlichen Forschungsstelle Ingolstadt. Er veröffentlichte u. a. in rechtskonservativen und rechtsextremen Zeitschriften wie Staatsbriefe, Nation und Europa, Identität, Aula, Schweizerzeit, Mut, Burschenschaftliche Blätter, Criticón, Europa bzw. Zeitenwende, Mensch und Maß, Russland und wir, Deutsche Geschichte, Frieden 2000 und Deutsche Militärzeitschrift sowie diversen Vertriebenenblättern und weiteren Burschenschafts-nahen Organen. Die Sozialwissenschaftler Dietrich Heither und Gerhard Schäfer bezeichnen ihn als einen „rechtsextremen Ideologen“. Für den Extremismusforscher Eckhard Jesse (2008) ist Kopp ein „rechtsextremer Publizist“; auch der Fachjournalist für Rechtsextremismus Anton Maegerle u. a. (2004) und der Politikwissenschaftler Steffen Kailitz (1996) verorten ihn im Rechtsextremismus.
Kopp ist heute geschäftsführender Gesellschafter eines mittelständischen Bauunternehmens in Stuttgart. Er ist Gründer und Gesellschafter des im Dezember 2009 in Bonn eingetragenen Lepanto Verlags, der Mitglied im Katholischen Medienverband ist.
Laut Recherchen der taz und Correctiv nahm er an dem Treffen von Rechtsextremisten in Potsdam am 25. November 2023 teil, bei dem über einen „Masterplan“ zur praktischen Umsetzung der Vertreibung von Millionen Menschen aus Deutschland, auch solchen mit deutscher Staatsangehörigkeit, gesprochen wurde. Dies belegten Videoaufnahmen des Investigativteams von Greenpeace.

## Schriften (Auswahl)
- Literatur vor der „Stunde Null“. Deutsche Schriftsteller 1933 bis 1945. Hrsg. vom Kultur- und Zeitgeschichte-Archiv Zeit e. V., Deutsche Verlagsgesellschaft, Rosenheim 1997, ISBN 3-920722-45-0.
- mit Georg Franz-Willing: Von den Germanen zu den Staufern. Glanz und Dramatik früher deutscher Geschichte. Deutsche Verlagsgesellschaft, Preussisch Oldendorf 2001, ISBN 3-920722-67-1.